# Johann Michael Bach
Johann Michael Bach (Arnstadt, 9 de agosto de 1648 – 17 de maio de 1694) foi um compositor alemão do período barroco.
Ele era irmão do também compositor Johann Christoph Bach, e sogro de Johann Sebastian Bach (foi o pai de Maria Barbara Bach, primeira esposa de Johann Sebastian).
Johann Michael nasceu em Arnstadt, filho de Heinrich Bach, tio-avô de Johann Sebastian Bach. Em 1673, Johann Michael se tronou organista de Gehren, onde viveu até morrer. Além de compositor, ele construia instrumentos, como harpas. Algumas de suas obras mais famosas foram as cantatas "Ach, bleib bei uns, Herr Jesu Christ" (para coral, violinos e contínuo), "Liebster Jesu, hör mein Flehen" (para soprano, violinos e contínuo), e "Ach, wie sehnlich wart' ich der Zeit" (para soprano, violinos e continuo).